# クリス・ホーバン
クリス・ホーバン（Chris Hovan 1978年5月12日- ）はオハイオ州ロッキーリバー出身の元アメリカンフットボール選手・コーチ。ポジションはディフェンシブタックル。

## 経歴

### プロ入り前
高校時代、彼は学校記録となる通算28サックをあげてUSAトゥデイよりオールアメリカンに選ばれた。またラクロスでもオハイオ州のオールステイトに選ばれている。
ボストンカレッジでは先発43試合を含む通算45試合に出場し20.5サックをあげた。4年次にオールアメリカンに選ばれると共に、ロンバルディ賞（カレッジフットボールの最優秀ラインマンに与えられる賞）のセミファイナリストに残った。ビッグ・イースト・カンファレンスのオールチームに3回選ばれたがこれはボストンカレッジの選手としては初めてのことであった。

### プロ入り後
2000年のNFLドラフト1巡全体25位でミネソタ・バイキングスに指名されて入団した。入団後すぐにレギュラーとなった彼は、最初の3年間は活躍し、2002年にはオールプロセカンドチームに選ばれている。しかし2003年、2004年は出場機会が減少した。バイキングスには5年間在籍し、77試合に出場、192タックル、17サックをあげた。
2005年4月1日、タンパベイ・バッカニアーズと契約、ランディフェンスに貢献し、この年チームはNFC南地区優勝、トータルディフェンスはNFL1位となった。
2006年には5年間1750万ドルの契約延長を勝ち取った。
チームキャプテンを務めていたが、サラリーキャップを開けるため、2010年のドラフト直後の4月26日、バッカニアーズから解雇された。
同年6月9日、セントルイス・ラムズと契約した。しかし8月6日、背中の故障でシーズン絶望となり、故障者リスト入りした。

### コーチ歴
2011年から2年間は南フロリダ大学でコンディショニングコーチを務め、2013年より3年間はアリーナフットボールリーグのタンパベイ・ストームでディフェンシブラインコーチを務めた。

## 人物
2011年、かつて在籍したタンパベイ・バッカニアーズに対して、たびたび問題を起こしているアキブ・タリブをチームが甘やかしすぎていると批判した。